# Ittihad Riadi Tanger
IR Tanger o Ittihad Riadhi de Tanger (logicamente Union Sportive de Tanger) mais comumente abreviado como IRT é um clube esportivo marroquino fundado em 1 de junho de 1919 em Tânger sob o nome de Hilal Athletic Club de Tanger, com sede na cidade de Tânger, de qual sua seção de futebol é a mais bem sucedida.
O IRT tem ainda uma secção de basquetebol, uma secção de voleibol, uma secção de andebol, uma secção de futsal, bem como uma secção de futebol feminino.

## História
Raízes do clube
Fundado em 1º de junho de 1919 por marroquinos na cidade de Tânger como Hilal Athletic Club de Tanger, antes de mudar de nome depois, estreou com partidas locais até conseguir entrar na Divisão de Excelência do Campeonato Marroquino graças ao seu comitê que abordou a Liga de Marrocos da Associação de Futebol (LMFA), em particular com o Football Club Moghreb Aksa de Tânger, este último aceitou os pedidos dos dois clubes de Tânger, e foi a partir daí que o clube disputou a sua 1ª época futebolística sob a égide marroquina bandeira, e ainda que esses clubes tenham dificuldade de se deslocar para enfrentar os clubes do Botola Pro1 por causa dos meios, após 3 temporadas (1929/30, 1930/31 e 1931/32)2. Na temporada seguinte, o clube desistiu e abandonou o campeonato, e foi a partir disso que o LMFA criou uma nova competição para os clubes do norte marroquino, denominada Copa do Norte (batizada de Taça Khalifa), uma vez que a comissão do clube recusou-se a aderir às outras Clubes colonos espanhóis sob a Real Federação Espanhola de Futebol para participar do grupo regional do campeonato amador, denominado Primeira Divisão Autônoma de Melilla, e que faz parte da quinta divisão da La Liga.
Para voltar a disputar o campeonato marroquino, foi preciso esperar até a chegada da independência em 1956 quando o clube foi convidado a participar da Copa da Independência com seu novo nome Union Sportive de Tanger, nome que mudou em 1950 e que manter-se-á até 1970, onde o clube se desenvolverá após o projecto de fusão de vários clubes de Tânger, nomeadamente o Union Renaissance de Tânger ou Ittihad Nahdat Tanja, cujo facto de voltar a renomear o clube. E é em darija que o Union Sportive de Tanger se tornará o Ittihad Riadhi de Tanger. Muitos de seus dirigentes (Khesasi, Bakhat, Twijar) e jogadores (Malak, Sief, Eddine, Foad, Mssaori) se destacaram pelo clube na década de 1980.

Geração de Ouro (2015-2018)
IR Tânger em 2015–16
Promovido à primeira divisão na época 2015/16, o IRT vai munir-se de uma grande soma de dinheiro para atrair os serviços das maiores estrelas do futebol africano. Eles recrutam Enam Mendamo Alexis, Enes Sipović e outros. Com o ex-treinador da seleção argelina Abdelhak Benchikha, os azuis de Tânger vão realizar uma temporada notável [ref. necessário] ao terminar em terceiro no campeonato, atrás de Fath US e Wydad AC.
Na temporada seguinte (2016-17) os Tangiers tiveram uma temporada complicada com várias derrotas. Os adeptos vão exigir a contratação de Badou Zaki, antigo treinador dos Leões do Atlas para substituir o argelino de Abdelhak Benchikha [ref. desejado]. Em janeiro de 2017, Badou Zaki assinou pelo clube nórdico e acabou fazendo uma temporada branca, terminando em quinto lugar na classificação do campeonato marroquino com 45 pontos. Longe de ter alcançado os objetivos almejados, o treinador vai apresentar a sua demissão no final da época por Driss Mrabet.
Durante as primeiras semanas da temporada Botola Maroc Telecom D1 2017-2018, as declarações dos dirigentes do Ittihad de Tanger, todos orgulhosos de ter recrutado uma lenda do futebol marroquino como treinador da primeira equipe, foram unânimes em definir o título de campeão como meta para o IRT [ref. desejado]. No entanto, Badou Zaki nunca conseguiu impor o seu ritmo com o Tangiers e contentou-se com 8 pontos em outros tantos jogos, um início de temporada medíocre que teve como efeito criar dúvidas no balneário do clube
A diretoria decidiu, portanto, reagir agradecendo a ex-Bola de Ouro africana e confiando as rédeas da equipe a Driss Lamrabet, técnico do clube, mas que ainda não tinha experiência no campeonato. Neste exato momento, ou seja, na véspera do nono dia, ninguém apostaria um centavo [estilo a ser revisto] na consagração do IRT. Um clube que tinha perdido 16 pontos e que evoluía sob a liderança de um treinador que se julgava interino, mas que finalmente soube provar que dedicação e abnegação podiam compensar a falta de experiência [não neutra] . Driss Lamrabet desafiou de imediato todas as previsões, levando Hamoudan e companhia a uma série de 12 jogos consecutivos sem derrotas, incluindo uma sequência de 8 vitórias consecutivas, da 11ª à 18ª jornada. Clubes como Wydad Casablanca, RS Berkane e DH El Jadida deixaram penas por lá [estilo a rever]. Lamrabet vai sofrer a primeira derrota frente ao FAR Rabat, com golo de Ibrahim Bezghoudi aos 91 minutos (21. ª jornada). A equipa conseguirá levantar a cabeça ao assinar um empate e duas vitórias seguidas, mas acabará por cair frente a outro representante da capital, Fath de Rabat (2-1, 25. ª jornada). Essa derrota daria início a uma leve queda, que abriu caminho para o retorno de Wydad Casablanca e Hassania Agadir. Foi, por isso, necessário esperar pelo derby do Norte frente ao Moghreb de Tetouan e mais precisamente pela segunda parte para ver os Tânger conquistarem o primeiro título da liga da sua história.
| NACIONAIS | NACIONAIS  | NACIONAIS | NACIONAIS         |
|           | Competição | Títulos   | Temporadas        |
| --------- | ---------- | --------- | ----------------- |
|           | Botola     | 1         | 2017-18.          |
| Marrocos  | Botola 2   | 2         | 2000-01, 2014-15. |

## Estatística
|  | Participações em 2021 |

| Competição | Competição                    | Temporadas | Melhor campanha                        | Estreia | Última  | P | R |
| Marrocos   | Botola Pro                    | 22         | Campeão (2017-18)                      | 1987-88 | 2020-21 |   | 3 |
| Marrocos   | Taça do Trono                 | ?          | semifinais (1994-95, 2005-06, 2015-16) | ?       | ?       |   |   |
| Marrocos   | Botola 2                      | 16 ?       | Campeão (2000-01, 2014-15)             | 1983-84 | 2014-15 |   |   |
| Marrocos   | Liga dos Campeões da CAF      | 01         | 1° rodada (2018-19)                    | 2018-19 | 2018-19 |   |   |
| Marrocos   | Copa das Confederações da CAF | 02         | 3 rodada play off (2017, 2019)         | 2017    | 2019    |   |   |

## Treinadores
- Jorvan Vieira (1984–86)
- Aziz El Amri (1996–97)
- Aziz El Amri (2001–02)
- Raoul Savoy (2006)
- Abdelhak Benchikha (2015–????)